# Такајуки Кувата
Такајуки Кувата (јап. 桑田 隆幸; Хирошима, 26. јун 1941) бивши је јапански фудбалер.

## Каријера
Током каријере је играо за Тојо.

## Репрезентација
За репрезентацију Јапана дебитовао је 1961. године. За тај тим је одиграо 5 утакмица и постигао 2 гола.

## Статистика
| Јапан  | Јапан   | Јапан  |
| Година | Наступи | Голови |
| ------ | ------- | ------ |
| 1961.  | 2       | 1      |
| 1962.  | 3       | 1      |
| Укупно | 5       | 2      |